# Межисетки
Межи́сетки — агрогородок в составе Дашковского сельсовета Могилёвского района Могилёвской области Республики Беларусь. Находится на автомобильной дороге Могилёв — Бобруйск.

## Географическое положение
Ближайшие населённые пункты: Красница-2, Лежневка.

## Культура
- Краеведческий музей на базе Межисетской СШ